# Вулиця Олени Степанівни (Львів)
Вулиця Олени Степані́вни — вулиця у Залізничному районі міста Львова. Прямує від площі Князя Святослава до вулиці Залізничної, утворюючи перехрестя з вулицею Братів Міхновських. Прилучаються вулиці Щекавицька, Квітки-Основ'яненка та Марка Вовчка.

## Історія
Вулиця прокладена 1895 року — Кордецькоґо — на честь настоятеля монастиря в Ясній Горі, який обороняв його від шведських військ Августина Кордецького.
- від липня 1944 року — Кордецького.
- від 1946 року — Ленінградська — на честь російського міста Ленінград.
- від 1991 року — Олени Степані́вни — на честь видатної української громадсько-політичної діячки і науковця Олени Степанів[5][6].

## Забудова
В архітектурному ансамблі вулиці Олени Степані́вни переважають класицизм, віденська сецесія, польський конструктивізм 1930-х років та радянський конструктивізм 1960-х років, а також присутня промислова забудова 1960 — 1970-х років.

### З непарного боку вулиці
№ 11 — триповерхова кам'яниця (колишня адреса — вул. Кордецького, 11). У 2019 році дерев'яну браму будинку відреставрували, в межах програми співфінансування реставрації історичних дверей і брам між Львівською міською радою та мешканцями. Роботи проводив столяр-реставратор Андрій Пулик.
№ 13 — триповерхова кам'яниця початку XX століття (колишня адреса — вул. Кордецького, 13). 6 липня 1903 року у кам'яниці була урочисто відкрита та у листопаді того ж року посвячена загальноосвітня змішана школа імені Августина Кордецького. У 1950-х роках — середня школа № 18 з російською мовою навчання, згодом — львівська спеціалізована середня загальноосвітня школа № 56 з поглибленим вивченням англійської мови. У 2003 році на базі школи створено Львівську українську гуманітарну гімназію імені Олени Степанів з поглибленим вивченням українознавства та англійської мови.
№ 19 — у міжвоєнний період тут був магазин емальованих виробів Фельденгарта (колишня адреса — вул. Кордецького, 19). Нині цієї адреси не існує.
№ 21 — триповерховий житловий будинок з мансардою (колишня адреса — вул. Кордецького, 21). Тут у міжвоєнний період тут містився Комісаріат державної поліції № 2.
№ 23 — у міжвоєнний період, у двоповерховому будинку Клементини Авдикович (колишня адреса — вул. Кордецького, 23), містилася її власна «Парова фабрика цукорків і помадок “Фортуна нова”». Власниця будинку інвестувала кошти в капітальний ремонт приміщення та закупила найновіше, на той час, обладнання німецького виробництва. 1 листопада 1924 року «Фортуна нова» запрацювала. Її проєктна потужність — 5 тонн продукції щодня. У 1939 році на ній працювало 110 осіб. Фабрика мала декілька фірмових магазинів, зокрема, перший з них, відкрився на вул. Руській, 20. Радянська влада націоналізувала «Фортуну нову» й перетворила її у Львівську кондитерську фабрику № 3, яка згодом увійшла до складу «Світоча». Нині на місці фабрики «Фортуна нова» розташована житлова багатосекційна п'ятиповерхівка, збудована у 1970-х роках.
№ 31 — це був один із перших будинків на вулиці Кордецького (колишня адреса — вул. Кордецького, 31), збудований 1901 року у стилі історизму з елементами класицизму, бароко та ренесансу за проєктом львівських будівничих Каспера Юліана Драневича та Станіслава Деца для родини полковника Юрія та Мальвіни Булгарин. По смерті чоловіка у 1913 році Мальвіна Булгарин продала віллу заможному залізничникові Каролю Кузняжу. Будинок був у власності Кузняжів до 1939 року, пізніше націоналізований радянською владою. У повоєнний час — відділення жіночої консультації поліклініки (пізніше комунальної 3-ї міської клінічної лікарні). Після переїзду персоналу медичного закладу до шпиталю на вулиці Раппопорта, вілла Кузняжа залишилася пусткою. Останніми роками будівля стояла у занедбаному стані з повністю знищеним та розграбованим внутрішнім та зовнішнім інтер'єром. На початку 2010-х років будинок перебував в оперативному управлінні комунальної 3-ї міської клінічної лікарні, а 2012 року «повернувся» у власність міста (рішення виконкому ЛМР від 6 квітня 2012 року № 241), того ж року переданий на баланс ЛКП «Агенція ресурсів Львівської міської ради». Будинок внесений до реєстру пам'яток архітектури місцевого значення під охоронним № 2812-м.
6 лютого 2015 року Львівська міська рада продала на аукціоні віллу Кузняжа разом з господарським будиночком за цією ж адресою. Відповідно, бюджет міста поповнився на 4185000 гривень, а у занедбаного будинку з'явився тепер новий власник. У 2018 році виконавчий комітет ЛМР надав містобудівні умови та обмеження на будівництво власникам будинку. До основних будівельних робіт за цією адресою входить реставрація та пристосування цього будинку під міні-готель та реконструкція з розширенням господарської будівлі за рахунок прибудови та надбудови. Станом, на листопад 2023 року поруч з пам'яткою збудовано декілька поверхів новобудови, а саму пам'ятку повністю відреставровано.
№ 33б — триповерховий наріжний з вулицею Братів Міхновських житловий будинок (колишня адреса — вул. Кордецького, 33б). Від 1950-х роках № 35 на першому поверсі містився магазин «Продукти», а нині — магазин господарських товарів «Все для дому». 
№ 35а — триповерховий наріжний з вулицею Братів Міхновських житловий будинок. На першому поверсі будинку наприкінці вересня 2016 року, відповідно до програми «Львів-2020», відкрилася п'ятнадцята за рахунком, амбулаторія сімейної медицини у Львові, яка обслуговуватиме 13 000 мешканців Залізничного району.  
Під № 39 у 1950-х роках містилася майстерня з ремонту взуття, а під № 41 за польських часів працювала друкарня тижневика «Неділя». Нині цих адрес не існує. 
№ 45 — за Польщі за цією адресою розташовувалися електротехнічні майстерні АК «Контакт» (колишня адреса — вул. Кордецького, 45), у 1950-х роках — підприємство «Завод вимірювальних приладів», наприкінці 1950-х роках на його місці збудовано корпуса Львівського телевізійного заводу (ЛТЗ). 1970 року, на базі ЛТЗ, створено виробниче об'єднання «Електрон». Нині у цих приміщеннях разом з «Електроном» міститься багато фірм, зокрема меблева фабрика «Стиль Життя», сервісний центр «Маркет-Львів», гуртовий магазин ТМ «Електромайстер», Центр здоров'я спини «Опора».
№ 51 — двоповерховий будинок (колишня адреса — вул. Кордецького, 51). Тут у міжвоєнний період містилася фабрика хімічних виробів «О. Левицька і Спілка „Елеґант“».

### З парного боку вулиці
№ 2 — двоповерховий наріжний з площею Князя Святослава житловий будинок (колишня адреса — вул. Кордецького, 2). Нині в будинку розташований головний офіс туристичного оператора «Галінтур».
№ 6 — триповерховий житловий будинок (колишня адреса — вул. Кордецького, 4а). За польських часів тут містилися Перші польські заклади чищення й консервації жалюзів для магазинів.
№ 8 — в будинку (колишня адреса — вул. Кордецького, 6) від березня 1912 року мешкав український та польський археолог, етнолог, мистецтвознавець, публіцист, консерватор пам'яток старовини у Львівському воєводстві Богдан Януш (1887—1930). За радянських часів будинок опинився на території військової частини № 2144 Львівського прикордонного загону Державної прикордонної служби України. 1 окремий відділ Капітального будівництва Державної прикордонної служби планує на цій ділянці будівництво житлового комплексу із загальноосвітньою школою з британською системою освіти та програмою обміну учнів. Спортивний блок включає повний набір приміщень, у тому числі басейн.
№ 24 — триповерховий наріжний з вулицею Братів Міхновських житловий будинок (колишня адреса — вул. Кордецького, 24). Від радянських часів й до 2018 року на першому поверсі будинку містилося відділення «Ощадбанку» № 6319/025.
№ 40 — двоповерхова офісна будівля. Тут містяться магазин «Бісер», кафе-бар «Кают-компанія».
№ 42, 44, 46 — двоповерхові житлові будинки.
№ 48а — двоповерхова будівля, в якій міститься дошкільний навчальний заклад ясла-садок № 1 Львівської міської ради.
№ 50 — триповерховий житловий будинок. На першому поверсі, за радянських часів розташовувався овочевий магазин, нині це приміщення займають: аптека, крамниця та бар «Для тебе».
№ 52 — триповерхова будівля, у якій від 1950-х роках розташовувався відомчий гуртожиток ПрАТ «Львівський локомотиворемонтний завод», розрахований на 240 мешканців. Ухвалою ЛМР № 617 від 1 березня 2007 року мала відбутися передача об'єкту на баланс міста, але цього не відбулося. Передача будівлі на баланс ЛМР перенесена на 2016—2017 роках. 4 вересня 2020 року гуртожиток переданий у власність територіальної громади м. Львова від приватного акціонерного товариства «Львівський локомотиворемонтний завод».